# Anna Doi
Anna Doi (土井 杏南?, Doi Anna; Kiyose, 24 agosto 1995) è una velocista giapponese, ha partecipato con la nazionale giapponese nella staffetta 4×100 m ai Giochi olimpici di Londra 2012.

## Palmarès
| Anno | Manifestazione             | Sede     | Evento      | Risultato  | Prestazione | Note |
| ---- | -------------------------- | -------- | ----------- | ---------- | ----------- | ---- |
| 2011 | Mondiali allievi           | Lilla    | 100 m piani | Semifinale | 12"24       |      |
| 2011 | Mondiali allievi           | Lilla    | Staffetta   | Batteria   | 2'10"54     |      |
| 2012 | Giochi olimpici            | Londra   | 4×100 m     | Batteria   | 44"25       |      |
| 2013 | Giochi dell'Asia orientale | Tianjin  | 100 m piani | 4ª         | 12"02       |      |
| 2013 | Giochi dell'Asia orientale | Tianjin  | 4×100 m     | Argento    | 45"17       |      |
| 2014 | World Relays               | Nassau   | 4×100 m     | Batteria   | 44"66       |      |
| 2014 | Mondiali juniores          | Eugene   | 100 m piani | Semifinale | 11"84       |      |
| 2014 | Mondiali juniores          | Eugene   | 200 m piani | Batteria   | 24"23       |      |
| 2014 | Mondiali juniores          | Eugene   | 4×100 m     | 6ª         | 45"40       |      |
| 2015 | World Relays               | Nassau   | 4×100 m     | Batteria   | dq          |      |
| 2015 | Campionati asiatici        | Wuhan    | 200 m piani | 8ª         | 24"36       |      |
| 2015 | Campionati asiatici        | Wuhan    | 4×100 m     | Argento    | 44"14       |      |
| 2015 | Universiadi                | Gwangju  | 100 m piani | 7ª         | 11"70       |      |
| 2015 | Universiadi                | Gwangju  | 200 m piani | Semifinale | 24"64       |      |
| 2019 | World Relays               | Yokohama | 4×100 m     | Batteria   | 44"24       |      |